# Camponotus senex
Camponotus senex är en myrart som först beskrevs av Smith 1858.  Camponotus senex ingår i släktet hästmyror, och familjen myror.

## Underarter
Arten delas in i följande underarter:
- C. s. senex
- C. s. textor